# Mel Metcalfe
Mel Metcalfe (geb. vor 1981) ist ein US-amerikanischer Tonmeister.

## Leben
Metcalfe begann 1981 als Mitarbeiter in der Tonnachbearbeitung, seine erste Filmarbeit war Nachtfalken mit Sylvester Stallone in der Hauptrolle. Er arbeitete in den 1980er Jahren auch für Fernsehproduktionen und wurde 1982 erstmals für den Emmy nominiert. Nach zwei weiteren Nominierungen erhielt er seinen ersten Emmy 1984 für seine Mitarbeit an einer Fernsehadaption von Endstation Sehnsucht. Seinen zweiten Emmy erhielt er im darauf folgenden Jahr. 1987 wurde er als Tonmeister von Star Trek IV: Zurück in die Gegenwart  erstmals für den Oscar nominiert. Weitere Nominierungen folgten 1992 und 1993 für die Disney-Produktionen Die Schöne und das Biest und Aladdin.

## Filmografie (Auswahl)
- 1982: Star Trek II: Der Zorn des Khan (Star Trek: The Wrath of Khan)
- 1984: Terminator (The Terminator)
- 1984: Die Frau in Rot (The Woman in Red)
- 1984: Endstation Sehnsucht (A Streetcar Named Desire)
- 1986: Star Trek IV: Zurück in die Gegenwart (Star Trek IV: The Voyage Home )
- 1987: Eine verhängnisvolle Affäre (Fatal Attraction)
- 1988: Das siebte Zeichen (The Seventh Sign)
- 1988: Rain Man
- 1989: Harry und Sally (When Harry Met Sally)
- 1990: Pretty Woman
- 1991: Die Schöne und das Biest (Beauty and the Beast)
- 1992: Aladdin
- 1992: Sister Act – Eine himmlische Karriere (Sister Act)
- 1993: Cool Runnings – Dabei sein ist alles (Cool Runnings)
- 1994: Der König der Löwen (The Lion King)
- 1995: Mr. Holland’s Opus
- 1995: Pocahontas
- 1996: 101 Dalmatiner (101 Dalmatians)
- 1997: Flubber
- 1998: Der Guru (Holy Man)
- 1998: Mulan
- 1999: Inspektor Gadget (Inspector Gadget)
- 2000: The Kid – Image ist alles (The Kid)
- 2001: The Majestic
- 2002: Lilo & Stitch
- 2002: Santa Clause 2 – Eine noch schönere Bescherung (The Santa Clause 2)
- 2004: Die Kühe sind los (Home on the Range)

## Auszeichnungen (Auswahl)
- 1984: Emmy für Endstation Sehnsucht
- 1985: Emmy für Space
- 1987: Oscar-Nominierung für Star Trek IV: The Voyage Home
- 1992: Oscar-Nominierung für Die Schöne und das Biest
- 1993: Oscar-Nominierung für Aladdin
- 1995: BAFTA-Film-Award-Nominierung für Der König der Löwen